# زرين (زرين أردكان)
زرین (بالفارسية: زرین) هي قرية تقع في إيران في Zarrin Rural District.